# Sperrbrecher

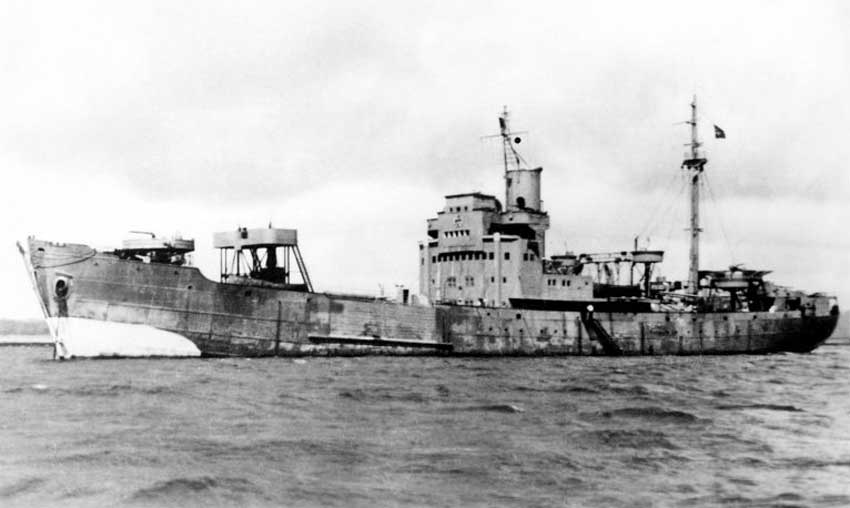
Sperrbrecher 1

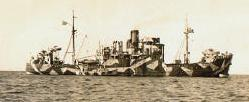
Sperrbrecher 131

Sperrbrecher je druh pomocné válečné lodě provozované německým císařským námořnictvem v období první světové války a německou Kriegsmarine v období druhé světové války. Za druhé světové války se jednalo o druh eskortní lodě a minolovky, která doprovázela plavidla na trase mezi přístavy podél německých obranných minových polí a přiváděla k výbuchu v plavebních trasách se nacházející kontaktní miny. Většinou se jednalo o upravená obchodní plavidla, ať už německá, či ukořistěná. Mezi úpravy patřilo vyztužení přídě, aby lépe odolávala výbuchům min. Plavidla obvykle nesla silnou protiletadlovou výzbroj (105mm, 37mm a 20mm kanóny, někdy barážové balóny). Potíže měly Sperrbrechery s novými druhy akustických a magnetických min. Řešením měl být VES-System, generující magnetické pole, které mělo magnetické miny v dostatečné vzdálenosti přivádět k výbuchu.
Kriegsmarine za druhé světové války provozovala sedm flotil plavidel Sperrbrecher (německy Sperrbrecherflottillen). Vytvořeny byly v letech 1939–1941. Celkem se jednalo o více než 100 plavidel. Využívány byly jako eskortní plavidla a k doprovodu válečných lodí a ponorek na přístupech k přístavům. Za války jich bylo ztracena více než polovina. Některá plavidla zůstala aktivní do roku 1946, neboť zvýšené nebezpečí min trvalo ještě nějakou dobu po válce. Další se vrátily ke své původní roli obchodních lodí.